# Дискография Deep Purple
Британская рок-группа Deep Purple, основанная в 1968 году Ричи Блэкмором, Джоном Лордом, Иэном Пейсом, Родом Эвансом и Ником Симпером, выпустила свой дебютный альбом Shades of Deep Purple в июле того же года.
По состоянию на март 2021 года дискография группы включает в себя 22 студийных альбома, 34 концертных альбома, 15 концертных DVD и многочисленные синглы.
За время существования группы её состав претерпел множество изменений: на 2025 год Иэн Пейс — единственный из участников-основателей Deep Purple, находящийся в её составе; он же — единственный участник, входивший во все составы группы. Другие участники на данный момент — Иэн Гиллан, Роджер Гловер, Саймон Макбрайд, Дон Эйри.

## Студийные альбомы
| Выпущен       | Название                | Позиция в чарте | Позиция в чарте | Позиция в чарте | Сертификации                        | Состав |
| Выпущен       | Название                | [ 2 ]           | [ 3 ]           | Флаг Канады     | Сертификации                        | Состав |
| ------------- | ----------------------- | --------------- | --------------- | --------------- | ----------------------------------- | --- |
| июль 1968     | Shades of Deep Purple   |                 | 24              |                 |                                     | Mk I (1968—1969) - Род Эванс — вокал - Ричи Блэкмор — гитара - Ник Симпер — бас-гитара, бэк-вокал - Джон Лорд — орган, бэк-вокал - Иэн Пейс — ударные                                                            |
| декабрь 1968  | The Book of Taliesyn    |                 | 54              |                 |                                     | Mk I (1968—1969) - Род Эванс — вокал - Ричи Блэкмор — гитара - Ник Симпер — бас-гитара, бэк-вокал - Джон Лорд — орган, бэк-вокал - Иэн Пейс — ударные                                                            |
| июнь 1969     | Deep Purple             |                 | 162             |                 |                                     | Mk I (1968—1969) - Род Эванс — вокал - Ричи Блэкмор — гитара - Ник Симпер — бас-гитара, бэк-вокал - Джон Лорд — орган, бэк-вокал - Иэн Пейс — ударные                                                            |
| июнь 1970     | Deep Purple in Rock     | 4               | 143             |                 | : золотой                           | Mk II (1969—1973) - Иэн Гиллан — вокал, гармоника, перкуссия - Ричи Блэкмор — гитара - Роджер Гловер — бас-гитара - Джон Лорд — клавишные - Иэн Пейс — ударные                                                   |
| июль 1971     | Fireball                | 1               | 32              |                 | : золотой                           | Mk II (1969—1973) - Иэн Гиллан — вокал, гармоника, перкуссия - Ричи Блэкмор — гитара - Роджер Гловер — бас-гитара - Джон Лорд — клавишные - Иэн Пейс — ударные                                                   |
| май 1972      | Machine Head            | 1               | 7               |                 | : 2 × платиновый : золотой          | Mk II (1969—1973) - Иэн Гиллан — вокал, гармоника, перкуссия - Ричи Блэкмор — гитара - Роджер Гловер — бас-гитара - Джон Лорд — клавишные - Иэн Пейс — ударные                                                   |
| январь 1973   | Who Do We Think We Are  | 4               | 15              |                 | : золотой                           | Mk II (1969—1973) - Иэн Гиллан — вокал, гармоника, перкуссия - Ричи Блэкмор — гитара - Роджер Гловер — бас-гитара - Джон Лорд — клавишные - Иэн Пейс — ударные                                                   |
| февраль 1974  | Burn                    | 3               | 9               |                 | : золотой                           | Mk III (1973—1975) - Дэвид Ковердэйл — вокал - Ричи Блэкмор — гитара - Глен Хьюз — бас-гитара, бэк-вокал - Джон Лорд — клавишные - Иэн Пейс — ударные, перкуссия                                                 |
| декабрь 1974  | Stormbringer            | 6               | 20              |                 | : золотой                           | Mk III (1973—1975) - Дэвид Ковердэйл — вокал - Ричи Блэкмор — гитара - Глен Хьюз — бас-гитара, бэк-вокал - Джон Лорд — клавишные - Иэн Пейс — ударные, перкуссия                                                 |
| октябрь 1975  | Come Taste the Band     | 19              | 43              |                 | : золотой                           | Mk IV (1975—1976) - Дэвид Ковердейл — вокал - Томми Болин — гитара, вокал, бас-гитара, фортепиано - Глен Хьюз — бас-гитара, бэк-вокал - Джон Лорд — орган, синтезатор, бэк-вокал - Иэн Пейс — ударные, перкуссия |
| ноябрь 1984   | Perfect Strangers       | 5               | 17              |                 | : платиновый : золотой : платиновый | Mk II (воссоединение, 1984—1989) - Иэн Гиллан — вокал, гармоника, перкуссия - Ричи Блэкмор — гитара - Роджер Гловер — бас-гитара, синтезатор - Джон Лорд — орган, пианино - Иэн Пейс — ударные                   |
| январь 1987   | The House of Blue Light | 10              | 34              |                 | : серебряный : золотой              | Mk II (воссоединение, 1984—1989) - Иэн Гиллан — вокал, гармоника, перкуссия - Ричи Блэкмор — гитара - Роджер Гловер — бас-гитара, синтезатор - Джон Лорд — орган, пианино - Иэн Пейс — ударные                   |
| октябрь 1990  | Slaves and Masters      | 45              | 87              |                 |                                     | Mk V (1989—1992) - Джо Линн Тёрнер — вокал - Ричи Блэкмор — гитара - Роджер Гловер — бас-гитара - Джон Лорд — клавишные - Иэн Пейс — ударные                                                                     |
| июль 1993     | The Battle Rages On…    | 21              | 192             |                 |                                     | Mk II (второе воссоединение, 1992—1993) - Иэн Гиллан — вокал, гармоника, перкуссия - Ричи Блэкмор — гитара - Роджер Гловер — бас-гитара - Джон Лорд — клавишные - Иэн Пейс — ударные                             |
| февраль 1996  | Purpendicular           | 58              |                 |                 |                                     | Mk VII (1994—2002) - Иэн Гиллан — вокал, гармоника, перкуссия - Стив Морс — гитара - Роджер Гловер — бас-гитара - Джон Лорд — клавишные - Иэн Пейс — ударные                                                     |
| май 1998      | Abandon                 | 76              |                 |                 |                                     | Mk VII (1994—2002) - Иэн Гиллан — вокал, гармоника, перкуссия - Стив Морс — гитара - Роджер Гловер — бас-гитара - Джон Лорд — клавишные - Иэн Пейс — ударные                                                     |
| сентябрь 2003 | Bananas                 | 85              |                 |                 |                                     | Mk VIII (2002 — 2022) - Иэн Гиллан — вокал, гармоника, перкуссия - Стив Морс — гитара - Роджер Гловер — бас-гитара - Дон Эйри — клавишные - Иэн Пейс — ударные                                                   |
| октябрь 2005  | Rapture of the Deep     | 81              |                 |                 |                                     | Mk VIII (2002 — 2022) - Иэн Гиллан — вокал, гармоника, перкуссия - Стив Морс — гитара - Роджер Гловер — бас-гитара - Дон Эйри — клавишные - Иэн Пейс — ударные                                                   |
| апрель 2013   | Now What?!              | 19              | 110             |                 |                                     | Mk VIII (2002 — 2022) - Иэн Гиллан — вокал, гармоника, перкуссия - Стив Морс — гитара - Роджер Гловер — бас-гитара - Дон Эйри — клавишные - Иэн Пейс — ударные                                                   |
| апрель 2017   | Infinite                | 6               | 105             | 49              |                                     | Mk VIII (2002 — 2022) - Иэн Гиллан — вокал, гармоника, перкуссия - Стив Морс — гитара - Роджер Гловер — бас-гитара - Дон Эйри — клавишные - Иэн Пейс — ударные                                                   |
| август 2020   | Whoosh!                 | 4               | 11              |                 |                                     | Mk VIII (2002 — 2022) - Иэн Гиллан — вокал, гармоника, перкуссия - Стив Морс — гитара - Роджер Гловер — бас-гитара - Дон Эйри — клавишные - Иэн Пейс — ударные                                                   |
| ноябрь 2021   | Turning to Crime        | 28              |                 |                 |                                     | Mk VIII (2002 — 2022) - Иэн Гиллан — вокал, гармоника, перкуссия - Стив Морс — гитара - Роджер Гловер — бас-гитара - Дон Эйри — клавишные - Иэн Пейс — ударные                                                   |
| июль 2024     | =1                      | 12              |                 |                 |                                     | Mk IX (с 2022) - Иэн Пейс — барабаны - Роджер Гловер — бас-гитара - Иэн Гиллан — вокал и бэк-вокал - Дон Эйри — клавишные - Саймон Макбрайд — гитара                                                             |

## Концертные альбомы
| Записано  | Выпущено            | Название | Позиция в чарте | Позиция в чарте | Позиция в чарте | Сертификации           | Состав |
| Записано  | Выпущено            | Название | [ 2 ]           | Флаг США        | Флаг Канады     | Сертификации           | Состав |
| --------- | ------------------- | --- | --------------- | --------------- | --------------- | ---------------------- | --- |
| 1968      | 2002                | Inglewood – Live in California |                 |                 |                 |                        | Mk I (1968—1969) - Род Эванс — вокал - Ричи Блэкмор — гитара - Ник Симпер — бас-гитара, бэк-вокал - Джон Лорд — орган, бэк-вокал - Иэн Пейс — ударные                                                            |
| 1969      | 1969                | Concerto for Group and Orchestra |                 |                 |                 |                        | Mk II (1969—1973) - Иэн Гиллан — вокал, гармоника, перкуссия - Ричи Блэкмор — гитара - Роджер Гловер — бас-гитара - Джон Лорд — клавишные - Иэн Пейс — ударные                                                   |
| 1969      | 2004 2006           | Kneel & Pray Live in Montreux 69 |                 |                 |                 |                        | Mk II (1969—1973) - Иэн Гиллан — вокал, гармоника, перкуссия - Ричи Блэкмор — гитара - Роджер Гловер — бас-гитара - Джон Лорд — клавишные - Иэн Пейс — ударные                                                   |
| 1970      | 2001 2005           | Space Vol 1 & 2 Live in Aachen |                 |                 |                 |                        | Mk II (1969—1973) - Иэн Гиллан — вокал, гармоника, перкуссия - Ричи Блэкмор — гитара - Роджер Гловер — бас-гитара - Джон Лорд — клавишные - Иэн Пейс — ударные                                                   |
| 1970      | 1993                | Gemini Suite Live |                 |                 |                 |                        | Mk II (1969—1973) - Иэн Гиллан — вокал, гармоника, перкуссия - Ричи Блэкмор — гитара - Роджер Гловер — бас-гитара - Джон Лорд — клавишные - Иэн Пейс — ударные                                                   |
| 1970      | 1988 2005           | Scandinavian Nights Live in Stockholm |                 |                 |                 |                        | Mk II (1969—1973) - Иэн Гиллан — вокал, гармоника, перкуссия - Ричи Блэкмор — гитара - Роджер Гловер — бас-гитара - Джон Лорд — клавишные - Иэн Пейс — ударные                                                   |
| 1970—1972 | 1980                | Deep Purple in Concert | 30              |                 |                 |                        | Mk II (1969—1973) - Иэн Гиллан — вокал, гармоника, перкуссия - Ричи Блэкмор — гитара - Роджер Гловер — бас-гитара - Джон Лорд — клавишные - Иэн Пейс — ударные                                                   |
| 1972      | 2004                | Live Denmark 1972 |                 |                 |                 |                        | Mk II (1969—1973) - Иэн Гиллан — вокал, гармоника, перкуссия - Ричи Блэкмор — гитара - Роджер Гловер — бас-гитара - Джон Лорд — клавишные - Иэн Пейс — ударные                                                   |
| 1972      | 1972 1993           | Made in Japan Live in Japan | 16              | 6               |                 | : платиновый : золотой | Mk II (1969—1973) - Иэн Гиллан — вокал, гармоника, перкуссия - Ричи Блэкмор — гитара - Роджер Гловер — бас-гитара - Джон Лорд — клавишные - Иэн Пейс — ударные                                                   |
| 1974      | 1996 2004           | California Jamming Just Might Take Your Life |                 |                 |                 |                        | Mk III (1973—1975) - Дэвид Ковердэйл — вокал - Ричи Блэкмор — гитара - Глен Хьюз — бас-гитара, бэк-вокал - Джон Лорд — клавишные - Иэн Пейс — ударные, перкуссия                                                 |
| 1974      | 2004                | Perks and Tit |                 |                 |                 |                        | Mk III (1973—1975) - Дэвид Ковердэйл — вокал - Ричи Блэкмор — гитара - Глен Хьюз — бас-гитара, бэк-вокал - Джон Лорд — клавишные - Иэн Пейс — ударные, перкуссия                                                 |
| 1974      | 1982                | Live in London | 23              |                 |                 |                        | Mk III (1973—1975) - Дэвид Ковердэйл — вокал - Ричи Блэкмор — гитара - Глен Хьюз — бас-гитара, бэк-вокал - Джон Лорд — клавишные - Иэн Пейс — ударные, перкуссия                                                 |
| 1975      | 1976 1996 2001 2014 | Made in Europe Mk III: The Final Concerts Live in Paris 1975 Graz 1975                                                                            | 12              | 148             |                 |                        | Mk III (1973—1975) - Дэвид Ковердэйл — вокал - Ричи Блэкмор — гитара - Глен Хьюз — бас-гитара, бэк-вокал - Джон Лорд — клавишные - Иэн Пейс — ударные, перкуссия                                                 |
| 1975      | 1977 2001           | Last Concert in Japan This Time Around: Live in Tokyo                                                                                             |                 |                 |                 |                        | Mk IV (1975—1976) - Дэвид Ковердейл — вокал - Томми Болин — гитара, вокал, бас-гитара, фортепиано - Глен Хьюз — бас-гитара, бэк-вокал - Джон Лорд — орган, синтезатор, бэк-вокал - Иэн Пейс — ударные, перкуссия |
| 1976      | 1995 2000 2009      | King Biscuit Flower Hour Presents: Deep Purple in Concert On the Wings of a Russian Foxbat Deep Purple: Extended Versions Live at Long Beach 1976 |                 |                 |                 |                        | Mk IV (1975—1976) - Дэвид Ковердейл — вокал - Томми Болин — гитара, вокал, бас-гитара, фортепиано - Глен Хьюз — бас-гитара, бэк-вокал - Джон Лорд — орган, синтезатор, бэк-вокал - Иэн Пейс — ударные, перкуссия |
| 1984      | 2013                | Perfect Strangers Live |                 |                 |                 |                        | Mk II (воссоединение, 1984—1989) - Иэн Гиллан — вокал, гармоника, перкуссия - Ричи Блэкмор — гитара - Роджер Гловер — бас-гитара - Джон Лорд — клавишные - Иэн Пейс — ударные                                    |
| 1985      | 1991                | In the Absence of Pink: Knebworth 85 |                 |                 |                 |                        | Mk II (воссоединение, 1984—1989) - Иэн Гиллан — вокал, гармоника, перкуссия - Ричи Блэкмор — гитара - Роджер Гловер — бас-гитара - Джон Лорд — клавишные - Иэн Пейс — ударные                                    |
| 1987      | 1988                | Nobody's Perfect | 38              | 105             |                 |                        | Mk II (воссоединение, 1984—1989) - Иэн Гиллан — вокал, гармоника, перкуссия - Ричи Блэкмор — гитара - Роджер Гловер — бас-гитара - Джон Лорд — клавишные - Иэн Пейс — ударные                                    |
| 1993      | 1994 2006 2007      | Come Hell or High Water Live in Europe 1993 (4CD-set, released the year after as separates): Live in Stuttgart 1993 Live at the NEC 1993          |                 |                 |                 |                        | Mk II (второе воссоединение, 1992—1993) - Иэн Гиллан — вокал, гармоника, перкуссия - Ричи Блэкмор — гитара - Роджер Гловер — бас-гитара - Джон Лорд — клавишные - Иэн Пейс — ударные                             |
| 1996      | 1997                | Live at the Olympia '96 |                 |                 |                 |                        | Mk VII (1994—2002) - Иэн Гиллан — вокал, гармоника, перкуссия - Стив Морс — гитара - Роджер Гловер — бас-гитара - Джон Лорд — клавишные - Иэн Пейс — ударные                                                     |
| 1996      | 2006                | Live at Montreux 1996 |                 |                 |                 |                        | Mk VII (1994—2002) - Иэн Гиллан — вокал, гармоника, перкуссия - Стив Морс — гитара - Роджер Гловер — бас-гитара - Джон Лорд — клавишные - Иэн Пейс — ударные                                                     |
| 1999      | 1999                | Total Abandon: Australia '99 |                 |                 |                 |                        | Mk VII (1994—2002) - Иэн Гиллан — вокал, гармоника, перкуссия - Стив Морс — гитара - Роджер Гловер — бас-гитара - Джон Лорд — клавишные - Иэн Пейс — ударные                                                     |
| 1999      | 1999                | Live at the Royal Albert Hall |                 |                 |                 |                        | Mk VII (1994—2002) - Иэн Гиллан — вокал, гармоника, перкуссия - Стив Морс — гитара - Роджер Гловер — бас-гитара - Джон Лорд — клавишные - Иэн Пейс — ударные                                                     |
| 2000      | 2001                | Live at the Rotterdam Ahoy |                 |                 |                 |                        | Mk VII (1994—2002) - Иэн Гиллан — вокал, гармоника, перкуссия - Стив Морс — гитара - Роджер Гловер — бас-гитара - Джон Лорд — клавишные - Иэн Пейс — ударные                                                     |
| 2001      | 2001                | The Soundboard Series |                 |                 |                 |                        | Mk VII (1994—2002) - Иэн Гиллан — вокал, гармоника, перкуссия - Стив Морс — гитара - Роджер Гловер — бас-гитара - Джон Лорд — клавишные - Иэн Пейс — ударные                                                     |
| 2006      | 2007                | They All Came Down to Montreux |                 |                 |                 |                        | Mk VIII (2002 — 2022) - Иэн Гиллан — вокал, гармоника, перкуссия - Стив Морс — гитара - Роджер Гловер — бас-гитара - Дон Эйри — клавишные - Иэн Пейс — ударные                                                   |

## Концертные DVD
Mk II
- Concerto for Group and Orchestra, 1969 (LP 1969, DVD 2003)
- Special Edition EP, 1969/1971 (Выпущен в 2003)
- Scandinavian Nights — Live in Denmark 1972, 1972 (Выпущен в 1988)
- Live in Concert 72/73, 1972/1973 (Выпущен в 2005) (RIAA: золотой[5])

Mk III
- Live in California 74, 1974 (TV 1974, DVD Ремастер 2005)

Mk II, воссоединение
- Perfect Strangers Live, 1984 (DVD 2013)
- Come Hell or High Water, 1993 (DVD Издание 2001)

Mk VII
- Bombay Calling, 1995[6]
- Live at Montreux 1996, 1996
- Total Abandon: Live in Australia, 1999
- In Concert with the London Symphony Orchestra, 1999 (Выпущен в 2000)
- Perihelion, 2001
- Live Encounters, 2003
- Around The World Live 4 DVD box-set (Выпущен в 2008)

Mk VIII
- They All Came Down to Montreux, June 2007 # 1 (at amazon.ca)

Mk I, Mk II, Mk III & Mk IV
- History, Hits & Highlights '68–'76, (Выпущен в 2009)

## Сборники
- Purple Passages, сентябрь 1972; # 57
- Mark I & II, декабрь 1973
- 24 Carat Purple, июль 1975; #14
- Powerhouse, 1977
- The Deep Purple Singles A's and B's, 1978
- When We Rock, We Rock, and When We Roll, We Roll, 1978
- The Mark II Purple Singles, апрель 1979; #24
- Deepest Purple: The Very Best of Deep Purple, июль 1980; #1 , #148 / : платиновый
- The Anthology, июнь 1985; # 50
- Knocking at Your Back Door: The Best of Deep Purple in the 80’s, 1992
- The Deep Purple Singles A's and B's, январь 1993 (1968—1976)
- 30: Very Best of Deep Purple, октябрь 1998; #39
- Smoke on the Water, 1998
- Purplexed, 1998
- Shades 1968–1998, 1999
- The Very Best of Deep Purple, 2000
- The 1975 California Rehearsals, volume 1 & 2, 2000
- Listen, Learn, Read On, октябрь 29, 2002 (6 disc box set)
- Deep Purple: The Universal Masters Collection, 2003
- Winning Combinations: Deep Purple and Rainbow, 2003
- The Best of Deep Purple: Live in Europe, 2003
- Deep Purple: The Platinum Collection, 2005 #39

## Трибьют-альбомы
- Smoke on the Water: A Tribute, 1994
- Deep Purple Tribute, 2002

## Избранные синглы
| Год  | Название | Позиция в чарте     | Позиция в чарте | Позиция в чарте  | Сертификации | Альбом                  |
| Год  | Название | Флаг Великобритании | Флаг США        | Флаг Нидерландов | Сертификации | Альбом                  |
| ---- | --- | ------------------- | --------------- | ---------------- | ------------ | ----------------------- |
| 1968 | «Hush» |                     | 4               |                  |              | Shades of Deep Purple   |
| 1968 | «Kentucky Woman»                                                                                                  |                     | 38              |                  |              | The Book of Taliesyn    |
| 1969 | «River Deep – Mountain High»                                                                                      |                     | 53              |                  |              | The Book of Taliesyn    |
| 1970 | «Black Night» | 2                   | 66              | 11               |              |                         |
| 1970 | «Child in Time»                                                                                                   |                     |                 | 10               |              | Deep Purple in Rock     |
| 1971 | «Strange Kind of Woman»                                                                                           | 8                   |                 |                  |              |                         |
| 1971 | «Fireball» | 15                  |                 | 25               |              | Fireball                |
| 1972 | «Never Before» | 35                  |                 |                  |              | Machine Head            |
| 1973 | «Smoke on the Water»                                                                                              | 21                  | 4               | 12               | : золотой    | Machine Head            |
| 1973 | «Woman from Tokyo»                                                                                                |                     | 60              | 8                |              | Who Do We Think We Are  |
| 1974 | «Might Just Take Your Life»                                                                                       |                     | 91              |                  |              | Burn                    |
| 1977 | New Live and Rare EP (включая невыпущенную live версию композиции «Black Night» 1970)                             | 31                  |                 |                  |              |                         |
| 1978 | New Live and Rare EP II                                                                                           | 45                  |                 |                  |              |                         |
| 1980 | «Black Night» (reissue)                                                                                           | 43                  |                 |                  |              |                         |
| 1980 | New Live and Rare EP III (включая невыпущенная live версия композиции «Smoke on the Water» 1972)                  | 48                  |                 |                  |              |                         |
| 1985 | «Knocking at Your Back Door»                                                                                      |                     | 61              |                  |              | Perfect Strangers       |
| 1985 | «Perfect Strangers»                                                                                               | 48                  |                 |                  |              | Perfect Strangers       |
| 1985 | «Knocking at Your Back Door / Perfect Strangers»                                                                  | 68                  |                 |                  |              | Perfect Strangers       |
| 1987 | «Call of the Wild»                                                                                                | 92                  |                 |                  |              | The House of Blue Light |
| 1988 | «Hush» (re-recording)                                                                                             | 62                  |                 |                  |              | Nobody’s Perfect        |
| 1990 | «King of Dreams»                                                                                                  | 70                  |                 |                  |              | Slaves & Masters        |
| 1991 | «Love Conquers All»                                                                                               | 57                  |                 |                  |              | Slaves & Masters        |
| 1995 | «Black Night» (re-mix)                                                                                            | 66                  |                 |                  |              |                         |
| 1996 | «Music From Turtle Island» (из-за контрактных обязательств в качестве названия группы использовано «Dick Pimple») |                     |                 |                  |              |                         |
| 2013 | «All the Time in the World»                                                                                       |                     |                 |                  |              | Now What?!              |
| 2013 | «Vincent Price»                                                                                                   |                     |                 |                  |              | Now What?!              |
| 2013 | «Above & Beyond»                                                                                                  |                     |                 |                  |              | Now What?!              |
| 2015 | «Out of Hand» |                     |                 |                  |              | Now What?!              |
| 2017 | «Time For Bedlam»                                                                                                 |                     |                 |                  |              | Infinite                |
| 2017 | «All I Got Is You»                                                                                                |                     |                 |                  |              | Infinite                |
| 2017 | «Johnny’s Band»                                                                                                   |                     |                 |                  |              | Infinite                |
| 2020 | «Throw My Bones»                                                                                                  |                     |                 |                  |              | Whoosh!                 |
| 2020 | «Man Alive» |                     |                 |                  |              | Whoosh!                 |
| 2020 | «Nothing At All»                                                                                                  |                     |                 |                  |              | Whoosh!                 |